# Židinio-Erwachsenengymnasium Vilnius
Das Židinio-Erwachsenengymnasium Vilnius (lit. VšĮ Vilniaus "Židinio” suaugusiųjų gimnazija) ist ein staatliches allgemeinbildendes Gymnasium in der litauischen Hauptstadt Vilnius, an dem Erwachsenenbildung angeboten wird. Im Gymnasium lernen auch  Hörbehinderte und Sehbehinderte. Das Alter der Schüler liegt etwa zwischen 18 und 60 Jahren. Die Schule verfügt über Räumlichkeiten einer Fläche von 2844 m². Die Rechtsform der Schule ist viešoji įstaiga. Das Gymnasium befindet sich im Stadtteil Naujamiestis.

## Geschichte
Ab 1945 war die Schule das zweite Erwachsenengymnasium in Vilnius und von 1949 bis 1951 die erste Erwachsenen-Sekundarschule dort. Sie war zweisprachig (litauisch und russisch). Die Schüler waren die Arbeiter der großen Industriebetriebe in Vilnius. 1951 wurde die Schule zur sechsten Arbeitsjugendschule und 1965 zur sechsten Schicht-Abend-Sekundarschule. Von 1979 bis 1987 lehrte man nur russisch. Es gab eine Abteilung für Fernbildung.
1987 wurde die litauischsprachige erste Abendschule angeschlossen. Seit 1989 lehrt man nur litauisch. Die russischsprachigen Klassen wurden in anderen Schulen der Hauptstadt eingerichtet.
Von 1989 bis 1991 war die Schule sechste Erwachsenen-Sekundarschule in Vilnius und ab 1998 Židinio-Erwachsenen-Sekundarschule Vilnius. Es gab zwei Schichten. Die Schüler wurden ab 18 Jahren aufgenommen. Später ermöglichte man auch die Behinderten-Bildung. 2006/2007 gab es 600 Schüler in 25 Klassen. 2010 wurde die Sekundarschulbildung vom Bildungsministerium Litauens akkreditiert. Von 2010 bis 2011 wurde die Schule aus EU-Mitteln nach dem Programm 2007–2013 renoviert.
Aufgrund des Beschlusses vom 4. Mai 2011 des Rats der Stadtgemeinde Vilnius wurde es zum Erwachsenengymnasium.